# Eerste Kamerverkiezingen 1956 (juni)
De Eerste Kamerverkiezingen van juni 1956 waren tussentijdse Nederlandse verkiezingen voor de Eerste Kamer der Staten-Generaal. Zij vonden plaats op 14 juni 1956.
De verkiezingen waren noodzakelijk geworden na ontbinding van de Eerste Kamer, nadat een voorstel tot Grondwetsherziening in eerste lezing door Tweede Kamer en Eerste Kamer aangenomen was. Bij deze verkiezingen kozen de leden van de Provinciale Staten - die op 21 april 1954 bij de Statenverkiezingen gekozen waren - in vier kiesgroepen een geheel nieuwe Eerste Kamer.
De door de leden van Provinciale Staten uitgebrachte stemmen hadden niet alle dezelfde waarde; zij werden gewogen aan de hand van de bevolkingscijfers van de provincies. 
De uitslag van de verkiezingen was als volgt:
| Partij                                  | Zetels | Zetels   | +/− | Zetelverdeling naar kiesgroep | Zetelverdeling naar kiesgroep | Zetelverdeling naar kiesgroep | Zetelverdeling naar kiesgroep |
| Partij                                  | 1955   | 1956 (I) | +/− | I                             | II                            | III                           | IV                            |
| --------------------------------------- | ------ | -------- | --- | ----------------------------- | ----------------------------- | ----------------------------- | ----------------------------- |
| Katholieke Volkspartij                  | 17     | 17       | 0   | 9                             | 3                             | 3                             | 2                             |
| Partij van de Arbeid                    | 14     | 15       | +1  | 2                             | 4                             | 4                             | 5 (+1)                        |
| Anti-Revolutionaire Partij              | 7      | 7        | 0   | 1                             | 2                             | 2                             | 2                             |
| Christelijk-Historische Unie            | 6      | 6        | 0   | 1                             | 2                             | 1                             | 2                             |
| Volkspartij voor Vrijheid en Democratie | 4      | 4        | 0   | 0                             | 2                             | 1                             | 1                             |
| Communistische Partij van Nederland     | 2      | 1        | −1  | -                             | 0                             | 1                             | 0 (−1)                        |
| Totaal                                  | 50     | 50       | 0   | 13                            | 13                            | 12                            | 12                            |

## Gekozenen
Bij deze verkiezingen waren alle 50 leden aftredend, van wie 46 herkozen werden.
*1850 · 1853 · 1856 · 1859 · 1862 · 1865 · 1868 · 1871 · 1874 · 1877 · 1880 · 1883 · *1884 · 1887 (I) · *1887 (II) · *1888 · 1890 · 1893 · 1896 · 1899 · 1902 · *1904 · 1907 · 1910 · 1913 · 1916 · *1917 · 1919 · *1922 · *1923 · 1926 · 1929 · 1932 · 1935 · *1937 · *1946 · *1948 · 1951 · *1952 · 1955 · *1956 (I) · *1956 (II) · 1960 · *1963 · 1966 · 1969 · *1971 · 1974 · 1977 · 1980 · *1981 · *1983 · *1986 · 1987 · 1991 · 1995 · 1999 · 2003 · 2007 · 2011 · 2015 · 2019 · 2023

* algemene verkiezingen in verband met vervroegde ontbinding van de Eerste Kamer

vanaf 1987 bedraagt de vaste zittingstermijn van de Eerste Kamer vier jaar